# Ludwig Anzengruber
Ludwig Anzengruber (Viena, 29 de noviembre de 1839 - 10 de diciembre de 1889) fue un dramaturgo, novelista y poeta austriaco.

## Orígenes
La familia Anzengruber era originaria del distrito de Ried im Innkreis en Austria Superior. El abuelo de Ludwig, Jakob Anzengruber, fue un granjero en la finca de Obermayr en Weng cerca de Hofkirchen an der Trattnach. Su padre, Johann Anzengruber, abandonó el hogar familiar a temprana edad y se trasladó a Viena, donde encontró trabajo como contable en el tesoro de las tierras de la corona austriaca. En 1838 se casó con Maria Herbich, la hija de un farmacéutico pequeño burgués. No es sorprendente que la clase social de sus padres - su padre, de orígenes agrícolas, y su madre, de la pequeña burguesía - tuvieron con regularidad un papel importante en las obras posteriores de Ludwig Anzengruber.
La mayor influencia de Ludwig al convertirse en dramaturgo fue su padre, que había sido en secreto un poeta en el estilo de Friedrich Schiller, pero sin éxito. Sólo se produjo una de sus obras, sobre el tema de Berthold Schwarz, y probablemente solo por la espectacular explosión al final; sus otras obras reunieron polvo en el cajón de su escritorio.

## Primeros años y carrera
Ludwig sólo tenía cinco años cuando su padre murió en 1844. Su madre, que se convertiría en la persona más importante de su vida conforme transcurrieron los años, intentaba sobrevivir con su escasa pensión de viuda de 166 florines y 40 kreuzers. En 1854 cuando la abuela de Ludwig, que había mantenido a su hija y nieto en sustancialmente, murió, su hogar y sus condiciones de vida empeoraron aún más. Los problemas financieros acabaron con sus ahorros, pero la madre de Luwig estaba preparada para sacrificar cualquier cosa (incluido trabajar de costurera) de manera que él pudiera estudiar en la escuela elemental Paulaner desde 1847 hasta 1850 y luego en la escuela secundaria piarista desde 1851 hasta 1853. En 1855 abandonó la escuela a la vista de sus crecientes malas notas y desde 1856 hasta 1858 era un aprendiz en la librería Sallmeyer. Durante su empleo en la librería fue capaz de leer mucho, pero después de desacuerdos con su maestro su aprendizaje llegó a un fin abrupto.
A los 19 años de edad, tras un severo brote de fiebre tifoidea, Ludwig decidió convertirse en actor. A lo largo de los siguientes diez años su suerte como un actor profesional, viajando con diferentes troupes de actores por todas las provincias de Austria. Trabajó como actor secundario en muchos teatros de segunda fila, sin conseguir sin embargo demostrar ningún talento marcado, y nunca consiguió tener éxito, aunque su experiencia en la escena más tarde le sirvió de mucho. Una cosa que jugaba en su contra era el dialecto que hablaba, un dialecto del que nunca pudo librarse. Desde 1866 regresó a vivir a Viena de nuevo. Durante esta época escribió varios dramas y algunos cuentos, pero no tuvieron éxito.

## Período creativo
En 1869 encontró su camino de vuelta a la sociedad burguesa, cuando asumió un trabajo como administrativo (probablemente porque necesitaba dinero desesperadamente) en los cuarteles de la Policía imperial en Viena. En 1870 bajo el seudónimo "L. Gruber" escribió lo que iba a ser su gran avance, su drama anticlerical Der Pfarrer von Kirchfeld (El sacerdote de Kirchfeld).  La obra fue producida por vez primera en el Theater an der Wien, y su estreno el 5 de noviembre fue un gran éxito. Heinrich Laube, jefe del Burgtheater, escribió una crítica entusiasta y gracias a esto Ludwig comenzó una amistad con Peter Rosegger. Su éxito repentino significó que el oficial de policía (4.ª clase) podía abandonar esa carrera del funcionariado y dedicarse totalmente a la literatura, lo que le salvó de conflicto entre ser un poeta y el deber hacia su cargo.
En 1873, a pesar de las advertencias de su madre, Anzengruber se casó con la joven de 16 años Adelinde Lipka (1857-1914). Su joven novia, hermana de su amigo de la infancia Franz Lipka, no estaba adaptada a las exigencias de la vida práctica, y por ello hubo crisis repetidas en su matrimonio, aunque también contribuyeron a ello las considerable deudas de Ludwig y la muy estrecha relación con su madre. A pesar de que tuvieron tres hijos, el divorcio se hizo inevitable, y en 1889 la pareja se separó oficialmente.
Los siguientes años fueron muy exitosos para Anzengruber. Sus obras se produjeron por toda Europa, aunque su madre nunca fue capaz de compartir plenamente su éxito, pues murió en 1875. Desde abril de 1882 hasta mayo de 1885 fue editor del periódico vienés Die Heimat (La patria), en mayo de 1884 se convirtió en un editor contribuyente de Le Figaro y en agosto de 1888 se convirtió en el editor del Wiener Bote (Mensajero de Viena).
En septiembre de 1888 recibió un cargo de dramaturgo para el Volkstheater Wien en Viena, que abrió el 14 de septiembre de 1889 con su obra Der Fleck auf der Ehr (La mancha en el honor).
A finales de noviembre, el dramaturgo, que sólo tenía cincuenta años, enfermó de carbunco, y murió dos semanas más tarde como resultado de envenenamiento de la sangre.

## Obras escogidas

### Dramas
Las obras de Anzengruber son principalmente de la vida campesina austriaca, y aunque de tono algo melancólico se encuentran entreveradas de escenas brillantes e ingeniosas.
- Der Pfarrer von Kirchfeld (El sacerdote de Kirchfeld) (drama folclórico con música en 4 actos) - Estreno: Theater an der Wien – 5 de noviembre de 1870
- Der Meineidbauer (El granjero perjuro) (drama folclórico con música en 3 actos) - Estreno: Theater an der Wien – 9 de diciembre de 1871
- Die Kreuzelschreiber (comedia campesina con música en 3 actos) - Estreno: Theater an der Wien – 12 de octubre de 1872
- Elfriede (drama en 3 actos) - UA: Carl-Theater – 24 de abril de 1873
- Die Tochter des Wucherers (La hija del usurero) (Drama con música en 5 actos) - Estreno: Theater an der Wien – 17 de octubre de 1873
- Der G'wissenswurm (El gusano de la conciencia) (comedia campesina con música en 3 actos) - Estreno: Theater an der Wien – 19 de septiembre de 1874
- Hand und Herz (Mano y corazón) (tragedia en 4 actos) - Estreno: Wiener Stadttheater – 31 de diciembre de 1874
- Doppelselbstmord (Doble Suicidio) (tragedia en 3 actos) - Estreno: Theater an der Wien – 1 de febrero de 1876
- Der ledige Hof (drama en 4 actos) - UA: Theater an der Wien – 27 de enero de 1877
- Das vierte Gebot (El cuarto mandamiento) (drama en 4 actos) - Estreno: Josefstädter Theater – 29 de diciembre de 1878

### Novelas
- Der Schandfleck (La marca de la vergüenza) - 1.ª edición: 1877; 2.ª edición: 1884
- Der Sternsteinhof (La mansión Sternstein) - 1885

Anzengruber también publicó varios relatos y cuentos de la vida campesina recopilados bajo el título de Wolken und Sunn'schein (1888).